# Oliver Sorg (Fußballspieler, 1990)
Oliver Sorg (* 29. Mai 1990 in Engen) ist ein ehemaliger deutscher Fußballspieler.

## Sportliche Laufbahn

### Vereinskarriere
Sorg hatte seine Karriere in den Jugendteams des VfR Engen und des FC Singen 04 begonnen, bevor er zur Saison 2006/07 in die Fußballschule des SC Freiburg wechselte. In der Saison 2007/08 wurde er mit der U19 Deutscher A-Jugend-Meister, ein Jahr später gewann er mit dem Jugendteam den DFB-Junioren-Vereinspokal. Zur Saison 2009/10 stieg er unter Trainer Marcus Sorg – mit dem er nicht verwandt ist – in die 2. Mannschaft des SC Freiburg auf und wurde in dieser Stammspieler, später sogar deren Kapitän.
Im Januar 2012 absolvierte Sorg die Wintervorbereitung mit den Profis. Er hinterließ einen guten Eindruck. Am 21. Januar 2012 (18. Spieltag) absolvierte er beim 1:0-Sieg gegen den FC Augsburg sein Profidebüt über die volle Spielzeit. Zwei Tage später unterschrieb Sorg beim SC Freiburg seinen ersten Profivertrag. Sein erstes Tor in der Bundesliga erzielte Sorg beim 3:3 gegen 1899 Hoffenheim zum 1:1 in der 13. Minute.
Nach dem Abstieg des SC Freiburg wechselte Sorg zur Saison 2015/16 zu Hannover 96 und stieg am Saisonende mit der Mannschaft ab, konnte mit ihr jedoch in der Folgesaison den direkten Wiederaufstieg feiern. Nach zwei weiteren Spielzeiten in der Erstklassigkeit verlängerte der Verteidiger seinen im Juni 2019 auslaufenden Vertrag nach einem erneuten Abstieg der Niedersachsen nicht mehr.
Zur Zweitligasaison 2019/20 unterzeichnete Sorg beim Mitabsteiger 1. FC Nürnberg einen Dreijahresvertrag. Insgesamt bestritt Sorg für Nürnberg 33 Ligaspiele, ein Relegationsspiel und zwei Pokalspiele.
Nach dem Saisonende 2020/21 einigte er sich mit dem Verein über die Auflösung seines Vertrages. In 1. und 2. Bundesliga standen am Ende seiner Profilaufbahn 225 Punktspieleinsätze.
Nach einem Jahr ohne Verein schloss sich Sorg als Spielertrainer dem FC Radolfzell aus der Landesliga Südbaden an. Anfang Oktober 2023 trat Sorg von seinem Traineramt zurück.

### Auswahleinsätze
Beim SC Freiburg machte er mit seinen Leistungen die Auswahltrainer des DFB auf sich aufmerksam. Im August debütierte Sorg in der deutschen U-21-Auswahl. Mit dem Team, für das er insgesamt fünf Spiele bestritt, nahm er 2013 an der U-21-EM in Israel teil.
Am 8. Mai 2014 wurde Oliver Sorg für das Freundschaftsspiel gegen Polen erstmals in den Kader der A-Nationalmannschaft Deutschlands berufen. In dieser Partie absolvierte Sorg sein einziges A-Länderspiel. Die Begegnung im Volksparkstadion in Hamburg endete torlos.

### Erfolge
SC Freiburg
- Deutscher A-Junioren-Meister: 2008
- DFB-Junioren-Vereinspokal: 2009

## Trivia
Mehr als einfach nur ein Hobby ist für Sorg die Handwerkerei: Unter „Olli's Holzarbeiten“ zeigt Sorg auf Instagram seine Holzarbeiten, vor allem Kindermöbel – Spielküchen etwa, Puppenhäuser oder ein Kinderbett im Stil eines VW-Bullis. Seine handgemachten Arbeiten präsentiert Sorg auch auf Märkten.